# بروس بنر (دنیای سینمایی مارول)
دکتر بروس بنر یک شخصیت در دنیای سینمایی مارول۶۱۶ است که به دست استن لی ساخته شد.
این شخصیت برای اولین بار توسط ادوارد نورتون بازیگری شد و در حال حاضر توسط مارک رافلو اجرا می‌شود، این شخصیت بر اساس شخصیتی در مارول کامیکس به همین نام و معمولاً توسط شخصیت خوددیگر خود هالک، شناخته می‌شود.

## زندگی‌نامهٔ ساختگی شخصیت
بنر اولین بار وقتی که به صورت اتفاقی در معرض اشعه‌های بمب گامایی اختراع خودش قرار گرفت، به هالک تبدیل شد. حالا هر وقت بنر خشمگین شده یا زندگی‌اش در خطر باشد، به هالک تبدیل می‌شود. استن لی می‌گوید از دکتر جکیل و آقای هاید و هیولای فرانکشتاین برای خلق هالک الهام گرفته است.